# Сосна звичайна (Волинська область)
Сосна́ звича́йна — ботанічна пам'ятка природи місцевого значення в Україні. Об'єкт розташований на території  Маневицького району Волинської області, на території Лісівської сільської ради. 
Площа — 0,1 га, статус отриманий у 2018 році.

## Характеристика
Дерево сосна звичайна має довжину кола перерізу стовбура 4 м, який на висоті 5-6 м розгалужується на 3 окремих стовбури. Проєкція крони становить у діаметрі 20 м. Висота — 26 м, а вік сосни орієнтовно 160 років. Вік дерева перевищує середній вік для цієї породи у Волинській області майже у 2 рази.